# Bad Santa 2
Série
Bad Santa
(2003)
Pour plus de détails, voir Fiche technique et Distribution.
Bad Santa 2, ou Méchant Père Noël 2 au Québec, est un film de Noël américain réalisé par Mark Waters, sorti en 2016. Il fait suite à Bad Santa de Terry Zwigoff sorti en 2003.

## Synopsis
Willie Soke est toujours aussi porté sur le whisky. Encore flanqué de Marcus, il est de retour dans les rues de Chicago la veille de Noël pour faire la charité. Mais cette fois, Willie va voir débarquer... sa mère !

## Fiche technique
Sauf indication contraire, les informations mentionnées dans cette section peuvent être confirmées par la base de données cinématographiques IMDb,  présente dans la section « Liens externes ».
- Titre original : Bad Santa 2
- Titre québécois : Méchant Père Noël 2
- Réalisation : Mark Waters
- Scénario : Shauna Cross et Johnny Rosenthal, d'après les personnages créés par Glenn Ficarra et John Requa
- Direction artistique : Jean-Pierre Paquet
- Décors : Isabelle Guay
- Costumes : Mario Davignon
- Photographie : Theo van de Sande
- Montage : Travis Sittard
- Musique : Lyle Workman
- Production : Andrew Gunn, Geyer Kosinski

Coproducteur : Jeffrey Lampert
Producteurs délégués : Zanne Devine, Doug Ellin, Adam Fields, Daniel Hammond, Gabriel Hammond, David Thwaites, Jessica Tuchinsky et Mark Waters
- Sociétés de production : Broad Green Pictures et Miramax
- Société(s) de distribution : Broad Green Pictures (États-Unis)
- Budget : 26 millions de dollars[1]
- Pays d'origine :  États-Unis
- Langue originale : anglais
- Format : couleur (ACES) - 1.85:1
- Genre : comédie noire
- Durée : 92 minutes
- Dates de sortie[2] :
  -  Belgique,  États-Unis,  Canada : 23 novembre 2016
  -  France : 24 novembre 2017 (diffusion sur Netflix)

## Distribution
- Billy Bob Thornton (VF : Féodor Atkine ; VQ : Éric Gaudry) : Willie T. Soke[3]
- Tony Cox (VF : Lionel Henry ; VQ : Manuel Tadros) : Marcus Skidmore
- Brett Kelly (VF : Christophe Lemoine (dialogue) et Olivier Podesta (chant) ; VQ : Nicolas Bacon) : Thurman Merman
- Kathy Bates (VF : Josiane Pinson ; VQ : Claudine Chatel) : Sunny Soke
- Christina Hendricks (VF : Sybille Tureau ; VQ : Viviane Pacal) : Diane
- Ryan Hansen (VF : Emmanuel Curtil ; VQ : Éric Bruneau) : Regent Hastings
- Jenny Zigrino (VF : Olivia Luccioni ; VQ : Julie Burroughs) : Gina De Luca
- Cristina Rosato (VF : Karine Foviau ; VQ : Annie Girard) : Alice
- Jeff Skowron (VQ : Frédérik Zacharek) : Dorfman
- Kevin Fyfe : Willie, jeune
- Octavia Spencer (VF : Laëtitia Lefebvre ; VQ : Carole Chatel) : Opal (caméo)
- Dean Hagopian (VF : Benoît Allemane) : le distributeur des costumes de l'association
- Bineyam Girma (VF : Jean-Baptiste Anoumon) : conducteur de Cyclo-pousse

## Production

### Genèse et développement
En 2009, Billy Bob Thornton évoque pour la première une suite à Bad Santa (2003), avec une sortie éventuelle prévue pour 2011. En décembre 2010, il est annoncé que Miramax Films et The Weinstein Company ont signé un accord pour plusieurs suites, dont celle de Bad Santa. Le début du tournage est ensuite annoncé pour le printemps 2012 pour une sortie prévue en décembre 2013. En juillet 2012, il est révélé que Steve Pink est en négociation pour réécrire le script et réaliser le film. En mai 2013, il est annoncé que le créateur de la série Entourage Doug Ellin est chargé de réécrire le script et pourrait mettre en scène le film.
En 2014, Billy Bob Thornton confirme que la suite est en développement. Miramax et Broad Green Pictures financent le film alors que Broad Green le distribuera aux États-Unis ; Sierra/Affinity décroche les droits internationaux. En novembre 2015, Mark Waters est annoncé comme réalisateur.

### Distribution des rôles
En novembre 2015, Kathy Bates rejoint la distribution dans le rôle de la mère de Willie. En janvier 2016, Christina Hendricks rejoint le film, suivie par Ryan Hansen, Jenny Zigrino et Jeff Skowron.

### Tournage
Le tournage débute le 11 janvier 2016 et a eu lieu à Montréal,,. Des scènes sont tournées dans la rue Sainte-Catherine et à Saint-Alexandre.

## Sortie

### Critique
Aux États-Unis, le film reçoit principalement des critiques mitigées. Sur le site internet Rotten Tomatoes, Bad Santa 2 ne recueille que 24% d'opinions favorables pour 107 critiques. Sur Metacritic, il obtient une moyenne de 38/100 pour 36 critiques.

### Box-office
| Pays ou région    | Box-office   | Date d'arrêt du box-office | Nombre de semaines |
| ----------------- | ------------ | -------------------------- | ------------------ |
| États-Unis Canada | 16 800 882 $ | 8 décembre 2016            | en cours           |
| France            | à venir      |                            | à venir            |
| Mondial           | 20 430 882 $ | -                          | -                  |